# Marianne de ma jeunesse
Pour plus de détails, voir Fiche technique et Distribution.
Marianne de ma jeunesse est un film franco-allemand réalisé par Julien Duvivier et sorti en 1955.
C'est la version française de Marianne que Julien Duvivier a tournée simultanément avec une équipe technique et une distribution adaptée à la communauté linguistique et artistique du pays. 
Si, dans cette version, c'est Pierre Vaneck qui incarne Vincent Loringer, son premier grand rôle au cinéma, dans la version allemande, c'est Horst Buchholz qui tient ce rôle dans ce qui est également son premier grand film. 

## Synopsis
Au bord d'un lac bavarois, le château d'Heiligenstadt abrite un pensionnat pour des adolescents quelque peu délaissés par leur famille. L'arrivée de Vincent Loringer,  Français mais vivant en Argentine, apporte un souffle d'exotisme qui tire de sa routine la morne communauté. "Argentin" chante en s'accompagnant à la guitare des airs de sa Pampa et son étrange complicité avec les animaux de la forêt fascine ses camarades. Il se laisse entraîner dans une expédition de l'autre côté du lac, dans un château prétendument hanté, par les « Brigands », une bande de collégiens avides d'aventures initiatiques et sauvages. Abandonné sur place par le groupe qui a pris peur, Vincent ne rentre à Heiligenstadt que le lendemain, au cours d'une tempête et totalement transfiguré. Il avoue à Manfred, son seul véritable confident, avoir rencontré dans le château hanté une merveilleuse jeune femme, Marianne. 
Elle serait prisonnière du "Chevalier", sinistre barbon, et de son domestique, brute patibulaire flanquée de deux dogues. Vincent ne vit plus que pour sa Belle prisonnière, rejetant aussi bien les rites infantiles des "Brigands" que les avances de Lise, la nièce du directeur. Au cours d'une nouvelle escapade, Vincent retrouve Marianne et ce qu'elle lui annonce l'atterre : le Chevalier va l'épouser le soir-même. Assommé et jeté dehors par le valet, il est sauvé par Manfred, mais quand les deux garçons retournent dans le château, celui-ci est désert. Vincent va donc quitter Heiligenstadt car il n'a désormais plus qu'un but dans la vie : retrouver son amour perdu, quitte à aller jusqu'au bout du monde.

## Fiche technique
- Titre : Marianne de ma jeunesse
- Réalisation : Julien Duvivier
- Assistants réalisateur : Marcel Ophüls, Tony Aboyantz
- Scénario : Julien Duvivier d’après le roman de Peter de Mendelssohn[1], Douloureuse Arcadie (Schmerzliches Arkadien, 1932)
- Dialogues : Julien Duvivier, Marcel Ophüls
- Musique : Jacques Ibert
- Photographie : Léonce-Henri Burel
- Cadrage : Robert Schneider
- Son : Antoine Archimbaud, Maurice Laroche
- Montage : Marthe Poncin
- Décors : Jean d'Eaubonne, Willy Schatz
- Effets spéciaux : Eugen Schüfftan
- Costumes : Marie-Louise Lehmann, Georges Wakhévitch, Edith Münch
- Maquillages : Karl Hanoszek, Susanne Krause
- Scripte : Denise Morlot
- Photographe de plateau : Fritz Schwennicke
- Pays de production:  Allemagne de l'Ouest |  France
- Tournage :
  - Langue : français
  - Période : 2 août au 15 novembre 1954
  - Intérieurs : Studios Bavaria Film, Geiselgasteig (Allemagne)
  - Extérieurs : Château de Hohenschwangau (Allemagne), Château de Fuschl am See (Autriche)
- Producteurs : André Daven, Pierre O'Connel, Arys Nissotti, Georges Lourau
- Producteurs exécutifs : Hermann Goebel, Georg Markl
- Directeurs de production : Ralph Baum, Frank Clifford
- Sociétés de production : Filmsonor SA (France), Régina SA (France), Allfram-Film GmbH (Allemagne), Royal-Produktions GmbH (Allemagne)
- Distributeurs : Cinédis (France), United Motion Pictures Organization (UMPO, États-Unis)
- Format : noir et blanc — 35 mm — 1.33:1 — son monophonique
- Genre : drame romantique
- Durée : 105 minutes
- Date de sortie : France - 18 mars 1955

## Distribution
- Marianne Hold : Marianne
- Pierre Vaneck : Vincent Loringer
- Isabelle Pia : Lise
- Gil Vidal : Manfred
- Jean Yonnel : le chevalier
- Jean Galland : le capitaine
- Michael Ande : Petit Félix
- Jacques de Féraudy : Dieu le père
- Adi Berber : le valet
- Friedrich Domin : le professeur
- Gérard Fallec : Alexis

## Analyse
Julien Duvivier signe ici un film à part dans son œuvre, il est vrai aussi éclectique que riche. Abandonnant délibérément le réalisme, il nous plonge dans un récit romantique dont l'ambiance évoque parfois celle du Grand Meaulnes. Les cadrages soignés, l'ambiance brumeuse des lacs et forêts de Bavière, la narration comme les dialogues au niveau de langage élevé, le jeu des acteurs, adolescents rêveurs en quête d'absolu, tout contribue à donner à ce film atypique un côté onirique. Le spectateur se demande souvent, comme Manfred,  si Marianne existe réellement ou n'est qu'une création de l'esprit exalté de Vincent pour échapper à un monde trivial (incarné à merveille par son beau-père).
La séquence de la fête au village, où Vincent aperçoit sans pouvoir l'atteindre Marianne, est particulièrement représentative de cette vision fantasmagorique: une foule joyeuse et masquée interdit l'accès à l'amour impossible et n'est pas sans rappeler le final des Enfants du Paradis, lorsque Baptiste perd Garance dans un Carnaval effréné [réf. nécessaire].